# S/2003 J 23
S/2003 J 23 ist einer der kleineren Monde des Planeten Jupiter.

## Entdeckung
S/2003 J 23 wurde am 6. Februar 2003 von Astronomen der Universität Hawaii entdeckt. Der Mond hat noch keinen offiziellen Namen erhalten – bei den Jupitermonden sind dies in der Regel weibliche Gestalten aus der griechischen Mythologie – und  wird deshalb entsprechend der Systematik der Internationalen Astronomischen Union (IAU) vorläufig als S/2003 J 23 bezeichnet.

## Bahndaten
S/2003 J 23 umkreist Jupiter in einem mittleren Abstand von 23.563.000 Kilometer in 732 Tagen, 10 Stunden und 34 Minuten. Die Bahn weist eine Exzentrizität von 0,2714 auf. Mit einer Neigung von 146,314° gegen die Ekliptik ist die Bahn retrograd, das heißt, der Mond bewegt sich entgegen der Rotationsrichtung des Jupiters um den Planeten. 
Aufgrund seiner Bahneigenschaften wird S/2003 J 23 der Pasiphae-Gruppe, benannt nach dem Jupitermond Pasiphae, zugeordnet. Sein Name wird wie alle retrograden Monde mit einem 'e' enden.

## Physikalische Daten
S/2000 J 23 besitzt einen Durchmesser von etwa 2 km. Seine Dichte wird auf 2,6 g/cm³ geschätzt. Er ist vermutlich überwiegend aus silikatischem Gestein aufgebaut.
Er weist eine sehr dunkle Oberfläche mit einer Albedo von 0,04 auf, d. h., nur 4 % des eingestrahlten Sonnenlichts werden reflektiert. Seine scheinbare Helligkeit beträgt 23,6m.